# オールスター大行進
『オールスター大行進』（オールスターだいこうしん）は、1957年から1968年までTBS系列（1959年までは「ラジオ東京テレビ」）の大晦日（12月31日）に生放送された年末特別番組である。1967年からカラー化。

## 概要
1955年の『オールスター歌合戦』、1956年の『オールスター丹頂歌合戦』に代わる年末特別番組。
当初は『丹頂歌合戦』を継承し、21:00までは歌謡番組としたが、『（丹頂）歌合戦』や『NHK紅白歌合戦』の様な「男女対抗歌合戦」を止め、一般的な歌謡ショーとした。また『紅白』と被る21:00以降はコメディなどのバラエティとするも、『紅白』には出場しない俳優や喜劇人を出演させた。これにより『（丹頂）歌合戦』時代の様に、「NHKかKRTのどちらか一方にしか出演できない」という事は、一切無くなった。なお歌謡パートはラジオ東京（現：TBSラジオ）でも同時放送していたが、1959年放送を以て打ち切った。
1961年からは21:00以降のバラエティパートを廃止し、歌謡パートのみの2時間番組として固定、1964年からは出演歌手も、若手をメインにする様になった。
歌謡パートの公開は主に日本劇場で行っていたが、時期によっては別の公会堂で行った事もあった。
番組は当初モノクロ放送だったが、1967年からカラー放送化された。
1968年放送を以て12年間の幕を降ろし、翌1969年からは、当番組継続中の1959年から始まった『日本レコード大賞』の本戦生中継に変更、以後2005年までTBSの大晦日は『レコ大』中継が継続する（現在は12月30日）。

## 放送一覧
放送時間はいずれも日本標準時。

### 1957年
『1957年オールスター大行進』

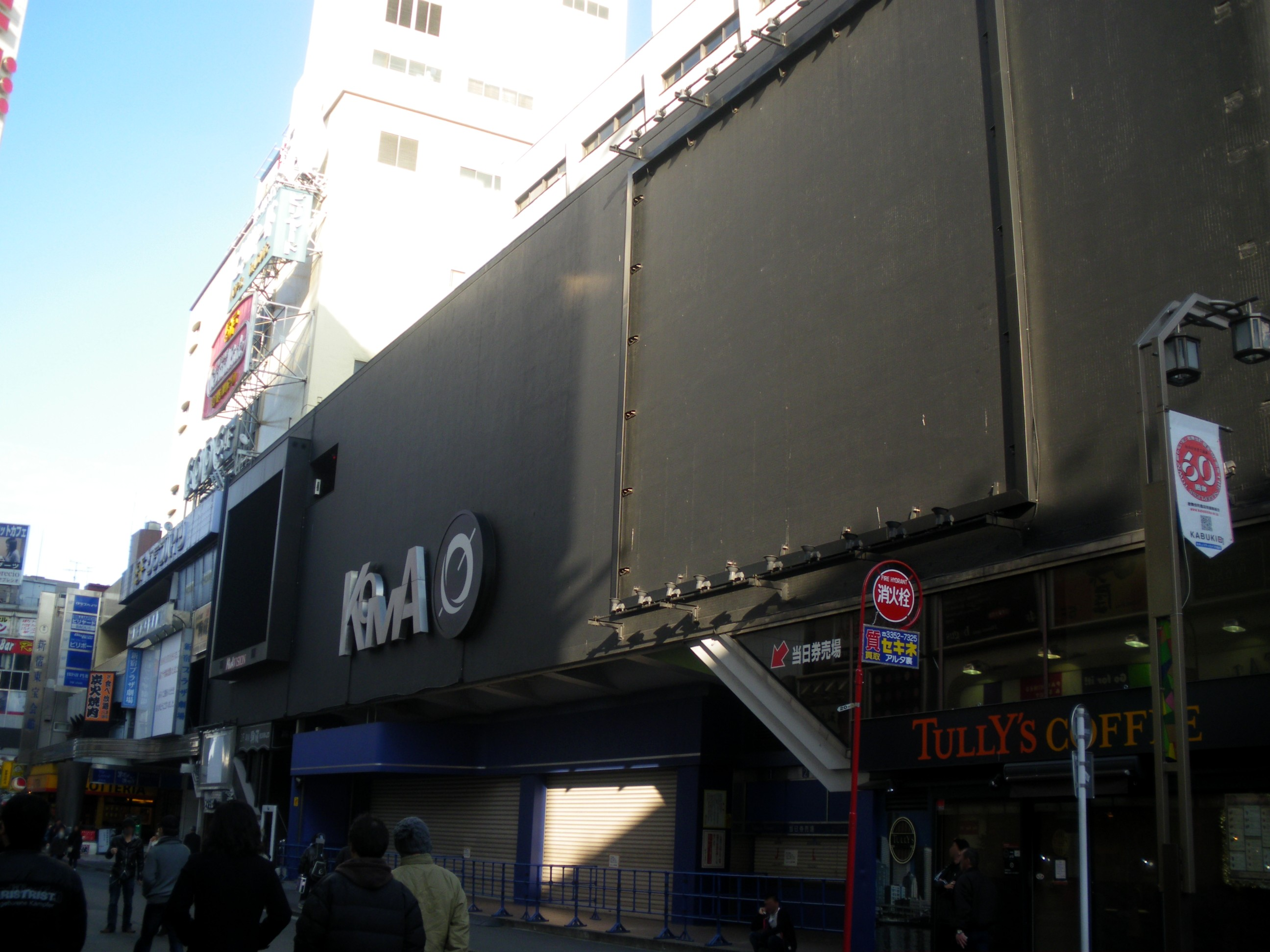
1957年版の生放送が行われた「新宿コマ劇場」

- 第1部「歌の共宴」（19:00 - 21:00）
  - 司会：初代林家三平
  - 出演歌手：コロムビア・ローズ、フランク永井、浜村美智子、市丸、春日八郎、雪村いづみ、三橋美智也、美空ひばり、三浦洸一、島倉千代子
- 第2部「年忘れグランドショー」（21:00 - 23:00）
  - 出演：榎本健一、山田真二、旗照夫、朝丘雪路、水谷良重、ペギー葉山、草笛光子、三木のり平、宮城まり子、森繁久彌、フランキー堺 他
- 新宿コマ劇場からの中継。[3]

### 1958年
『1958年オールスター大行進』
- 第1部『歌の共宴』（19:00 - 21:00）
  - 出演歌手：朝倉エリ、コロムビア・ローズ、藤本二三代、フランク永井、浜村美智子、旗照夫、林伊佐緒、平尾昌晃、神戸一郎、春日八郎、松山恵子、三船浩、三波春夫、美空ひばり、ペギー葉山、高島忠夫 ほか
- 第2部「年忘れグランドショー」（21:00 - 22:30）
  - 出演者：森繁久彌、柳家金語楼、フランキー堺、脱線トリオ、淡路恵子 ほか[4]

### 1959年
『1959年オールスター大行進』
- 第1部『輝く歌の星座』（19:00 - 21:00）
  - 司会：初代林家三平、コロムビア・トップ・ライト、今泉良夫
  - 出演歌手：美空ひばり、水原弘、島倉千代子、フランク永井、ペギー葉山、三橋美智也、江利チエミ、朝丘雪路、三浦洸一
- 第2部「ミュージカルバラエティー 大晦日をつかまえて」（21:00 - 22:00）
  - 出演：榎本健一、フランキー堺、有島一郎、トニー谷、越路吹雪、草笛光子、団令子、重山規子、中島そのみ ほか[5]
- 歌謡パートのラジオ・テレビ同時放送は、この年が最後。

### 1960年
『1960年オールスター大行進』
- 第1部「ヒットパレード」（19:00 - 20:00）
  - 司会：宮尾たか志、玉置宏
  - 出演歌手：ペギー葉山、三浦洸一、水原弘 他
- 第2部「輝く星座」（20:00 - 21:00）
  - 出演歌手：井上ひろし、美空ひばり、春日八郎、三波春夫、ダニー飯田とパラダイス・キング、森山加代子 他
- 第3部「年忘れバラエティー」（21:00 - 21:45）
  - 出演：宝田明、高島忠夫、中島そのみ 他[6]
- 歌謡パートを2部に分けた、唯一の3部構成。また同年より「ラジオ東京テレビ」が「TBSテレビ」に改名したため、「TBSテレビ」では初の放送。

### 1961年
『1961年オールスター大行進』
- 出演歌手：フランク永井、三浦洸一、松尾和子、佐川満男、雪村いづみ、橋幸夫、美空ひばり、小野透、坂本九、森山加代子、藤島恒夫、水原弘、朝丘雪路、三橋美智也、ペギー葉山、春日八郎、三波春夫、アイ・ジョージ、西田佐知子 他[7]
- この年から21:00以降のバラエティパートを廃止し、19:00 - 21:00の歌謡パートのみとなる。

### 1962年
『1962年オールスター大行進』
- 出演歌手：アイ・ジョージ、ハナ肇とクレージーキャッツ、伊東ゆかり、江利チエミ、弘田三枝子、春日八郎、藤島恒夫、克美茂、フランク永井、藤本二三代、坂本九、ペギー葉山、佐川満男、松尾和子、松島アキラ 他[8]

### 1963年
『1963年歌くらべオールスター大行進』
- 司会：高橋圭三
- 出演歌手：梓みちよ、飯田久彦、伊東ゆかり、榎本美佐江、江利チエミ、春日八郎、北原謙二、こまどり姉妹、弘田三枝子、藤島恒夫、フランク永井、三浦洸一、三沢あけみ、美空ひばり、吉永小百合、村田英雄、守屋浩 他[9]

### 1964年
『1964年青春オールスター大行進』
- 出演歌手：橋幸夫、舟木一夫、青山和子、梓みちよ、井沢八郎、梶光夫、克美茂、北島三郎、久保浩、クールキャッツ、九重佑三子、西郷輝彦、坂本九
- ゲスト：江利チエミ、春日八郎、島倉千代子、フランク永井、美空ひばり、三波春夫、村田英雄、和田弘とマヒナスターズ[10]
- この回から『青春』がタイトルに付き、若手歌手をメインにする。

### 1965年
『1965年青春オールスター大行進』
- 出演歌手：梓みちよ、井沢八郎、江利チエミ、北島三郎、西郷輝彦、坂本九、園まり、西田佐知子、倍賞千恵子、橋幸夫、バーブ佐竹、舟木一夫、田代美代子、美空ひばり 他[11]

### 1966年
『1966年青春オールスター大行進』
- 出演歌手：梓みちよ、井沢八郎、江利チエミ、加山雄三、北島三郎、ハナ肇とクレージーキャッツ、久保浩、西郷輝彦、坂本九、ザ・ピーナッツ 他[12]

### 1967年
『1967年ヒットソングスター大行進』
- 初のカラー放送[13]

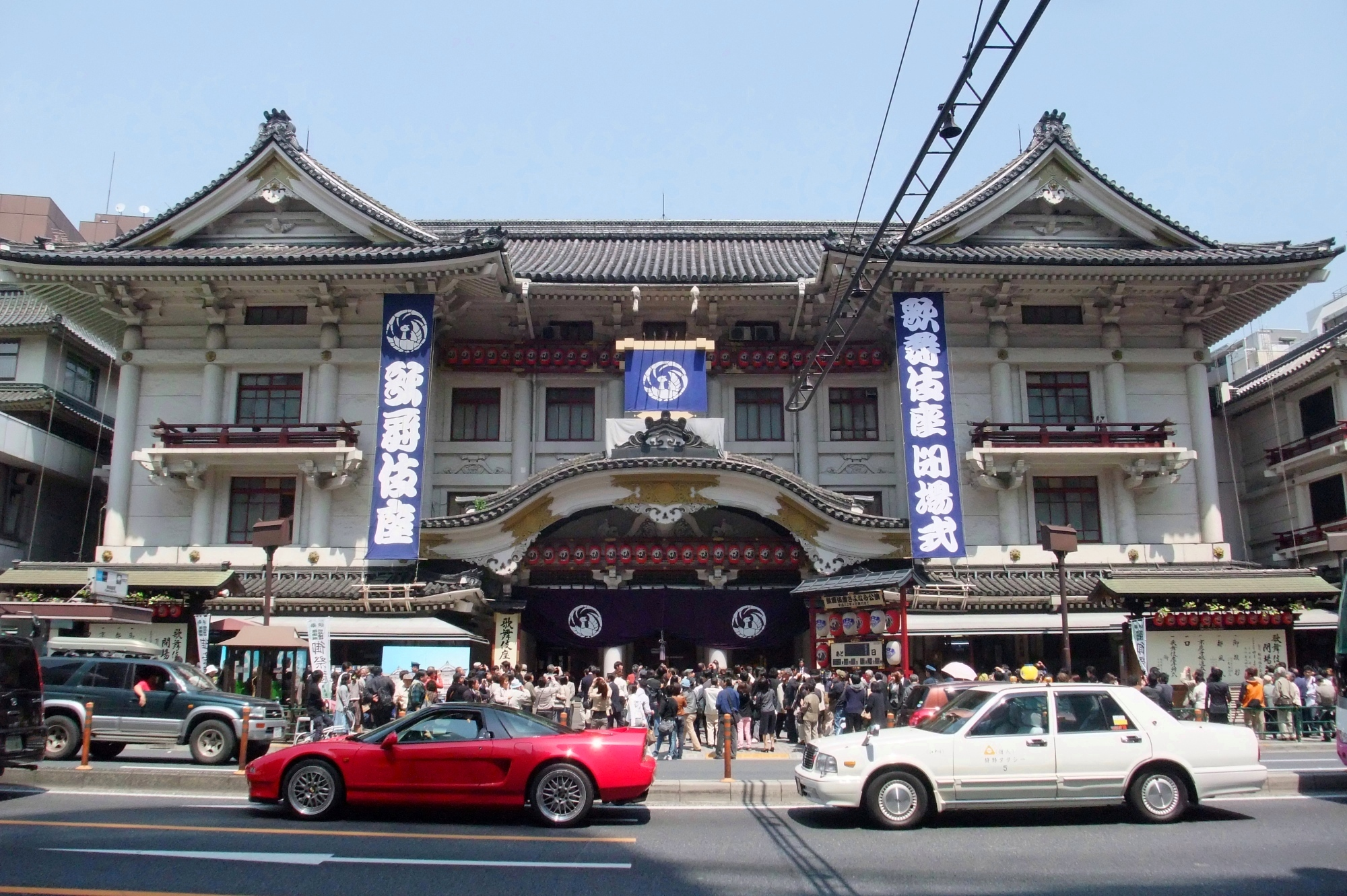
1967年版の生放送が行われた「歌舞伎座」（写真は第4期）

- 出演歌手：梓みちよ、荒木一郎、加山雄三、佐良直美、ジャッキー吉川とブルーコメッツ、水前寺清子、菅原洋一、園まり、ザ・スパイダース、橋幸夫、舟木一夫、布施明、黛ジュン、水原弘、美空ひばり、三田明、吉永小百合、伊東ゆかり 他
- この年は、日本劇場がフジテレビ系列の『さよなら1967年オール・グループサウンズ大会』に使用されたため、「歌舞伎座」公開となった[14]。

### 1968年
『1968年オールスター大行進』
- カラー放送[15]
- 第1部「'68最大のバラエティーショー」（19:00 - 20:00）
  - 出演者：ハナ肇とクレージーキャッツ、ザ・ドリフターズ 他
- 第2部「'68最大のヒットソング祭り」（20:00 - 21:00）
  - 出演歌手：黛ジュン、ピンキーとキラーズ、青江三奈、森進一、伊東ゆかり 他
- 1960年以来の2部構成となり、唯一19時台にバラエティを編成した。
- この年もフジテレビ系列の『'68ベストグループサウンズ大会』に日本劇場が使用されたため、「サンケイホール」で公開された[16]。

## 備考
- 先述の通り、1969年からは『日本レコード大賞』を中継する様になったが、初の大晦日中継となった『第11回日本レコード大賞』は前半パートのみ「オールスター大行進」とされ、受賞歌手以外の芸能人も出演した。
- 1962年からTBSテレビでは、20時台のスポットニュース『JNNフラッシュニュース』を始めたが、当番組継続中は『フラッシュニュース』は休止され、『レコ大』中継が始まってから放送する様になった。